# Loudervielle
Loudervielle är en kommun i departementet Hautes-Pyrénées i regionen Occitanien i sydvästra Frankrike. Kommunen ligger i kantonen Bordères-Louron som tillhör arrondissementet Bagnères-de-Bigorre. År 2022 hade Loudervielle 49 invånare.

## Befolkningsutveckling
Antalet invånare i kommunen Loudervielle
| Referens: INSEE |